# Frank Küpper
Frank Küpper (* 30. April 1967 in Köln) ist ein deutscher Kameramann.
Frank Küpper studierte von 1989 bis 1995 visuelle Kommunikation an der Kunsthochschule Kassel, es folgte bis 1999 ein Studium der Bildgestaltung bei Michael Ballhaus. Seit dieser Zeit ist er als Kameramann fürs Fernsehen aktiv, er wirkte bei rund 50 Produktionen mit.
Für den Fernsehfilm Die Patriarchin wurde er 2005 für den Deutschen Kamerapreis nominiert. 2016 folgte eine Nominierung für den Deutschen Fernsehpreis für Deutschland 83.
Küpper ist Mitglied im Berufsverband Kinematografie (BVK).

## Filmografie (Auswahl)
- 1996: Jenseits von Schweden
- 1997: Allein auf dem Mars
- 1997: HundsGemein
- 1998: Sherut Taxi
- 1999: Der Hund aus der Elbe (Fernsehfilm)
- 1999: Tatort – Todesangst
- 2000: Tatort – Einsatz in Leipzig
- 2000: Tatort – Tödliches Verlangen
- 2001: Der Solist – Niemandsland (Fernsehfilm)
- 2001: Vera Brühne (Fernsehfilm)
- 2001: Wilsberg und der Schuss im Morgengrauen (Fernsehserie)
- 2002–2012: Rosa Roth (Fernsehreihe)
  - 2002: Geschlossene Gesellschaft
  - 2003: Die Gedanken sind frei
  - 2003: Das leise Sterben des Kolibri
  - 2004: Freundeskreis
  - 2005: Flucht nach vorn
  - 2005: Im Namen des Vaters
  - 2006: In guten Händen
  - 2007: Der Tag wird kommen (3 Teile)
  - 2008: Der Fall des Jochen B.
  - 2009: Das Mädchen aus Sumy
  - 2010: Das Angebot des Tages
  - 2011: Notwehr
  - 2011: Bin ich tot?
  - 2012: Trauma
- 2003: Jonathans Liebe
- 2004: Die schöne Braut in Schwarz (Fernsehfilm)
- 2004: Schöne Witwen küssen besser (Fernsehfilm)
- 2005: Die Patriarchin
- 2005: Vorsicht Schwiegermutter! (Fernsehfilm)
- 2007: Afrika, mon amour
- 2008: Gott schützt die Liebenden (Fernsehfilm)
- 2008: Und Jimmy ging zum Regenbogen (Fernsehfilm)
- 2011: Familiengeheimnisse – Liebe, Schuld und Tod (Fernsehfilm)
- 2011: Niemand ist eine Insel (Fernsehfilm)
- 2011: Polizeiruf 110 – Zwei Brüder
- 2011: Vergiss nie, dass ich Dich liebe
- 2012: Das Kindermädchen (Fernsehfilm)
- 2013: Alle Macht den Kindern (Fernsehfilm)
- 2013: Ein weites Herz – Schicksalsjahre einer deutschen Familie (Fernsehfilm)
- 2013: Fluss des Lebens: Verloren am Amazonas (Fernsehfilm)
- 2013: Zeugin der Toten (Fernsehfilm)
- 2014: Die letzte Instanz (Fernsehfilm)
- 2014: Deutschland 83 (Fernsehserie, 3 Folgen)
- 2014: Die Flut ist pünktlich (Fernsehfilm)
- 2014: Götz von Berlichingen
- 2015: Tod eines Mädchens
- 2015: Die Füchsin – Dunkle Fährte
- 2016: Solo für Weiss – Das verschwundene Mädchen
- 2016: Solo für Weiss – Die Wahrheit hat viele Gesichter
- 2016: Neben der Spur – Todeswunsch
- 2016: Allmen und das Geheimnis der Libellen
- 2017: Angst – Der Feind in meinem Haus
- 2017: Kein Herz für Inder
- 2017: Allmen und das Geheimnis des rosa Diamanten
- 2018: Wolfsland: Der steinerne Gast
- 2018: Ostfriesenblut
- 2019: Ostfriesensünde
- 2019: Allmen und das Geheimnis der Dahlien
- 2020: Tatort: Limbus
- 2021: Kommissarin Lucas – Nürnberg (Fernsehreihe)
- 2021: In Wahrheit: In einem anderen Leben
- 2021: Allmen und das Geheimnis der Erotik
- 2022: Der Parfumeur
- 2023: Allmen und das Geheimnis des Koi (Fernsehreihe)
- 2024: Tatort: Was bleibt